# 慧妃
慧妃，古代中国妃嫔封号。五代时设置，明、清皆有此封号。